# Веслування на байдарках і каное на літніх Олімпійських іграх 2020 — байдарки-четвірки, 500 метрів (жінки)
Змагання з веслування на байдарках-четвірках на дистанції 500 м серед жінок на літніх Олімпійських іграх 2020 відбулися 6 - 7 серпня 2021 року на Веслувальному каналі Сі Форест. Змагалися 48 байдарочниць з 12-ти країн.

## Формат змагань
Змагання з веслування на байдарках і каное в спринті складаються з чотирьох раундів: попередніх заїздів, чвертьфіналів, півфіналів і фіналів. Особливості проходження етапів залежать від кількості човнів, що розпочинають змагання.

## Розклад
Змагання в цій дисципліні відбулися впродовж двох днів поспіль, два раунди на день. Всі сесії розпочинаються о 9:30 за місцевим часом. Під час однієї сесії можуть відбуватися змагання в кількох різних дисциплінах.
| З | Попередні заїзди | ¼ | Чвертьфінали | ½ | Півфінали | Ф | Фінал |

| Дисципліна↓/Дата → | Пон 2 | Пон 2 | Вів 3 | Вів 3 | Сер 4 | Сер 4 | Чет 5 | Чет 5 | П'ят 6 | П'ят 6 | Суб 7 | Суб 7 |
| ------------------ | ----- | ----- | ----- | ----- | ----- | ----- | ----- | ----- | ------ | ------ | ----- | ----- |
| Б-4, 500 м (жінки) |       |       |       |       |       |       |       |       | З      | З      | ½     | F     |

### Заїзди
Перший і другий човни виходять до півфіналу, решта - потрапляють до чвертьфіналу. 

#### Заїзд 1
| Місце | Доріжка | Байдарочниці                                                             | Країна              | Час      | Примітки |
| ----- | ------- | ------------------------------------------------------------------------ | ------------------- | -------- | -------- |
| 1     | 4       | Данута Козак Тамара Чіпеш Анна Карас Дора Бодоньї                        | Угорщина (HUN)      | 1:33.335 | SF       |
| 2     | 2       | Ліза Керрінгтон Алісія Госкін Кейтлін Рейгал Теніл Гаттон                | Нова Зеландія (NZL) | 1:33.959 | SF       |
| 3     | 5       | Маргарита Махньова Надія Попок Ольга Худенко Марина Литвинчук            | Білорусь (BLR)      | 1:34.785 | QF       |
| 4     | 7       | Андреанн Ланглуа Мішель Расселл Аланна Брей-Лауїд Маделін Шмідт          | Канада (CAN)        | 1:38.971 | QF       |
| 5     | 3       | Манон Остан Ваніна Паолетті Сара Гуйо Леа Жамело                         | Франція (FRA)       | 1:39.032 | QF       |
| 6     | 6       | Марія Кічасова-Скорик Людмила Кукліновська Анастасія Тодорова Марія Повх | Україна (UKR)       | 1:39.224 | QF       |

#### Заїзд 2
| Місце | Доріжка | Байдарочниці                                                              | Країна                           | Час      | Примітки |
| ----- | ------- | ------------------------------------------------------------------------- | -------------------------------- | -------- | -------- |
| 1     | 3       | Кароліна Ная Анна Пулавська Юстина Іскшицька Гелена Висневська            | Польща (POL)                     | 1:33.468 | SF       |
| 2     | 4       | Сабріна Герінг-Прадлер Мелані Ґебгардт Юле Гаке Тіна Дітце                | Німеччина (GER)                  | 1:34.681 | SF       |
| 3     | 6       | Лі Дун'їнь Чжоу Юй Ма Цін Ван Нань                                        | Китай (CHN)                      | 1:36.249 | QF       |
| 4     | 1       | Джеймі Робертс Джо Бріґден-Джонс Шеннон Рейнолдс Кетрін Макартур          | Австралія (AUS)                  | 1:37.407 | QF       |
| 5     | 2       | Емма Єргенсен Юлі Фунх Сара Мільтерс Болетте Нюванґ Іверсен               | Данія (DEN)                      | 1:38.453 | QF       |
| 6     | 5       | Наталія Подольська Анастасія Долгова Кіра Степанова Світлана Черніговська | Олімпійський комітет Росії (ROC) | 1:39.166 | QF       |

### Чвертьфінали
Перші шість човнів виходять до півфіналу, решта - потрапляють до фіналу B.
| Місце | Доріжка | Байдарочниці                                                              | Країна                           | Час      | Примітки |
| ----- | ------- | ------------------------------------------------------------------------- | -------------------------------- | -------- | -------- |
| 1     | 5       | Маргарита Махньова Надія Попок Ольга Худенко Марина Литвинчук             | Білорусь (BLR)                   | 1:35.534 | SF       |
| 2     | 4       | Лі Дун'їнь Чжоу Юй Ма Цін Ван Нань                                        | Китай (CHN)                      | 1:36.379 | SF       |
| 3     | 1       | Марія Кічасова-Скорик Людмила Кукліновська Анастасія Тодорова Марія Повх  | Україна (UKR)                    | 1:36.948 | SF       |
| 4     | 7       | Манон Остан Ваніна Паолетті Сара Гуйо Леа Жамело                          | Франція (FRA)                    | 1:37.138 | SF       |
| 5     | 6       | Джеймі Робертс Джо Бріґден-Джонс Шеннон Рейнолдс Кетрін Макартур          | Австралія (AUS)                  | 1:37.601 | SF       |
| 6     | 2       | Емма Єргенсен Юлі Фунх Сара Мільтерс Болетте Нюванґ Іверсен               | Данія (DEN)                      | 1:37.682 | SF       |
| 7     | 8       | Наталія Подольська Анастасія Долгова Кіра Степанова Світлана Черніговська | Олімпійський комітет Росії (ROC) | 1:38.372 | FB       |
| 8     | 3       | Андреанн Ланглуа Мішель Расселл Аланна Брей-Лауїд Маделін Шмідт           | Канада (CAN)                     | 1:38.537 | FB       |

### Півфінали
Перші чотири човни виходять до фіналу A, решта - потрапляють до фіналу B.   

#### Півфінал 1
| Місце | Доріжка | Байдарочниці                                                     | Країна          | Час      | Примітки |
| ----- | ------- | ---------------------------------------------------------------- | --------------- | -------- | -------- |
| 1     | 5       | Данута Козак Тамара Чіпеш Анна Карас Дора Бодоньї                | Угорщина (HUN)  | 1:36.529 | FA       |
| 2     | 3       | Маргарита Махньова Надія Попок Ольга Худенко Марина Литвинчук    | Білорусь (BLR)  | 1:36.672 | FA       |
| 3     | 4       | Сабріна Герінг-Прадлер Мелані Ґебгардт Юле Гаке Тіна Дітце       | Німеччина (GER) | 1:36.737 | FA       |
| 4     | 2       | Джеймі Робертс Джо Бріґден-Джонс Шеннон Рейнолдс Кетрін Макартур | Австралія (AUS) | 1:38.170 | FA       |
| 5     | 6       | Манон Остан Ваніна Паолетті Сара Гуйо Леа Жамело                 | Франція (FRA)   | 1:38.202 | FB       |

#### Півфінал 2
| Місце | Доріжка | Байдарочниці                                                             | Країна              | Час      | Note |
| ----- | ------- | ------------------------------------------------------------------------ | ------------------- | -------- | ---- |
| 1     | 5       | Кароліна Ная Анна Пулавська Юстина Іскшицька Гелена Висневська           | Польща (POL)        | 1:36.078 | FA   |
| 2     | 4       | Ліза Керрінгтон Алісія Госкін Кейтлін Рейгал Теніл Гаттон                | Нова Зеландія (NZL) | 1:36.293 | FA   |
| 3     | 3       | Лі Дун'їнь Чжоу Юй Ма Цін Ван Нань                                       | Китай (CHN)         | 1:36.697 | FA   |
| 4     | 2       | Емма Єргенсен Юлі Фунх Сара Мільтерс Болетте Нюванґ Іверсен              | Данія (DEN)         | 1:37.386 | FA   |
| 5     | 6       | Марія Кічасова-Скорик Людмила Кукліновська Анастасія Тодорова Марія Повх | Україна (UKR)       | 1:38.489 | FB   |

### Фінали

#### Фінал B
| Місце | Доріжка | Байдарочниці                                                              | Країна                           | Час      | Примітки |
| ----- | ------- | ------------------------------------------------------------------------- | -------------------------------- | -------- | -------- |
| 9     | 5       | Манон Остан Ваніна Паолетті Сара Гуйо Леа Жамело                          | Франція (FRA)                    | 1:38.346 |          |
| 10    | 4       | Марія Кічасова-Скорик Людмила Кукліновська Анастасія Тодорова Марія Повх  | Україна (UKR)                    | 1:39.276 |          |
| 11    | 6       | Андреанн Ланглуа Мішель Расселл Аланна Брей-Лауїд Маделін Шмідт           | Канада (CAN)                     | 1:39.946 |          |
| 12    | 3       | Наталія Подольська Анастасія Долгова Кіра Степанова Світлана Черніговська | Олімпійський комітет Росії (ROC) | 1:40.951 |          |

#### Фінал A
| Місце | Доріжка | Байдарочниці                                                     | Країна              | Час      | Note |
| ----- | ------- | ---------------------------------------------------------------- | ------------------- | -------- | ---- |
| 1     | 5       | Данута Козак Тамара Чіпеш Анна Карас Дора Бодоньї                | Угорщина (HUN)      | 1:35.463 |      |
| 2     | 3       | Маргарита Махньова Надія Попок Ольга Худенко Марина Литвинчук    | Білорусь (BLR)      | 1:36.073 |      |
| 3     | 4       | Кароліна Ная Анна Пулавська Юстина Іскшицька Гелена Висневська   | Польща (POL)        | 1:36.445 |      |
| 4     | 6       | Ліза Керрінгтон Алісія Госкін Кейтлін Рейгал Теніл Гаттон        | Нова Зеландія (NZL) | 1:37.168 |      |
| 5     | 7       | Сабріна Герінг-Прадлер Мелані Ґебгардт Юле Гаке Тіна Дітце       | Німеччина (GER)     | 1:37.243 |      |
| 6     | 2       | Лі Дун'їнь Чжоу Юй Ма Цін Ван Нань                               | Китай (CHN)         | 1:38.121 |      |
| 7     | 1       | Джеймі Робертс Джо Бріґден-Джонс Шеннон Рейнолдс Кетрін Макартур | Австралія (AUS)     | 1:39.797 |      |
| 8     | 8       | Емма Єргенсен Юлі Фунх Сара Мільтерс Болетте Нюванґ Іверсен      | Данія (DEN)         | 1:41.141 |      |